# Правила бегства
«Правила бегства» — второй и последний роман Олега Куваева. Впервые был издан через пять лет после смерти автора. Впоследствии переведен на финский, чешский, словацкий и болгарский языки. Как отмечают Василий Авченко и Алексей Коровашко в вышедшей в 2019 году биографии Куваева: «Эта книга о дауншифтинге, написанная тогда, когда этого слова у нас ещё никто не знал».

## История создания и публикации
По всей видимости, замысел романа «Правила бегства» зрел не один год". По воспоминаниям близких людей в 1963 году Куваев зачастил в пивную на центральном рынке Магадана в том числе с социологической целью: получше узнать людей со сломанными судьбами".
Работа над романом «Правила бегства» проходила параллельно с написанием «Территории». Куваев полагал, что «материал на котором строится роман менее выигрышный, зато замысел сложнее и человечнее, и смысла в нем больше».
В 1974 году появился первый вариант романа, но Куваев считал, что он не является окончательным.
В январе 1975 года Куваев писал, что для завершения работы над новым романом ему потребуется еще около полутора лет времени. Он отмечал, «что ошибку поспешности, допущенную с „Территорией“ повторять нельзя».
В апреле того же года Олег Куваев скоропостижно скончался.
Сестра Куваева Галина утверждала, что роман «Правила бегства» — «завершённое произведение в духовном плане, но стилистически недоработанное».
Впервые роман был опубликован Магаданским книжным издательством в 1980 году тиражом 50 000 экземпляров. Подготовку к изданию, незавершённого романа осуществлял друг автора Альберт Мифтахутдинов. Галина Куваева осталась не вполне довольной его работой. По её словам в первом издании текст романа был сокращён и «не везде корректно» поправлен. В 1988 году роман был включен издательством «Молодая гвардия» в двухтомное собрание сочинений писателя. На этот раз роман был опубликован в авторской редакции.
Впоследствии «Правила бегства» публиковались различными издательствами в составе сборников вместе с другими произведениями автора. Однако тиражи этих изданий были невелики.

## Сюжет
В марте 1975 года в письме Альберту Мифтахутдинову Куваев писал: «Работаю над романом „Правила бегства“. Суть его в высказывании древнего мудреца Гиллеля, которое предпослано эпиграфом к роману: „Если не я за себя, то кто за меня? Если я только за себя, к чему я?“. Действие его происходит где-то рядом с изобретённой мною страной Территорией. Я называю Территорию изобретённой страной, ибо это на самом деле так. Прямые географические аналоги невозможны, что бы там ни говорилось».
Куваев не планировал публиковать свое произведение с этим эпиграфом. Он писал Игорю Шабарину: «Кажется, подаренная тобой цитата уже изживает себя. Это радостно. Ибо когда вещь, которая когда-то тебя потрясла, начинает изживать, значит, развитие идёт, она своё отдала и всё идёт путём».
Другим эпиграфом могла стать фраза, услышанная Куваевым в 1974 году во время застолья в Сванетии: «А теперь выпьем за тех людей, которые хотели жить. Но не сумели».
Действие романа происходит в начале 60-х годов на северо-востоке Якутии (низовья Колымы), Чукотке (река Омолон и одноименный посёлок) и частично в Москве. В центре повествования — «странный человек» Семён Рулёв, бывший кадровый офицер, студент-историк, шурфовщик, журналист, создающий свою «республику бичей» — оленеводческий совхоз. Повествование ведется от имени филолога-диалектолога Николая Возмищева. В отличие от Рулёва — идеалиста и донкихота, Возмищев — наблюдатель. Наблюдать ему приходится в основном за северными бичами, которых вернуть к человеческой жизни стремится Рулёв.
«Роман получается о бичах как о социальном явлении и об отношении к ним общества и личности» — писал Куваев. Внутреннюю конструкцию романа он объяснял так: «Треугольник: отщепенец — люди, желающие ему помочь — государство. И у каждой стороны этого треугольника свой рок, своя железная и безжалостная поступь судьбы».